# シュティンシュテット
シュティンシュテット（ドイツ語: Stinstedt、低地ドイツ語: Stinst）は、ドイツ連邦共和国ニーダーザクセン州クックスハーフェン郡に属す町村（以下、本項では便宜上「町」と記述する）である。この町はザムトゲマインデ・ベルデ・ラムシュテットに属す。この町には主邑のシュティンシュテットの他に、ザンクト・ヨースト、ノイバッヒェンブルーフ、モーラウスモールの集落が含まれる。

## 地理
町の南西部に再自然化されたシュティンシュテッター湖がある。

## 歴史
ザンクト・ヨーストには、聖ヨドクスに捧げられた巡礼礼拝堂があった。この礼拝堂は1367年に初めて文献に記録されており、この付近で宗教改革がなされるまでは多くの巡礼者が参拝した。この礼拝堂は1541年に取り壊された。

### 町村合併
1972年7月1日にモーラウスモールとノイバッヒェンブルーフがシュティンシュテットに合併した。

## 住民

### 人口推移
| 年         | 1961 | 1970 | 1987 | 1992 | 1997 | 2002 | 2007 | 2008 | 2009 | 2010 | 2011 | 2012 | 2013 | 2014 | 2015 | 2016 |
| ---------- | ---- | ---- | ---- | ---- | ---- | ---- | ---- | ---- | ---- | ---- | ---- | ---- | ---- | ---- | ---- | ---- |
| 人口（人） | 823  | 742  | 640  | 615  | 603  | 560  | 567  | 546  | 535  | 549  | 569  | 564  | 562  | 561  | 558  | 574  |

(1961年は6月6日、1970年は5月27日の人口調査結果でモーラウスモールおよびノイバッヒェンブルーフを含む。1987年以降はいずれも12月31日の数値である)

## 行政

### 議会
シュティンシュテットの町議会は、9人の議員で構成されている。これは人口 501人から1000人のザムトゲマインデに属す町村の議員定数である。9人の議員は5年ごとに住民の選挙で選出される。

### 首長
町議会は、議員のクラウス・シュテッフェンス (Bürgerliste Stinstedt) を任期中の名誉職の町長に選出した。

### 紋章
図柄: 銀地に、緑の巡礼装束を身につけた聖ヨドクス。右手に赤い巡礼杖、左手に金の巡礼の貝殻を持っている。左の足下（向かって右）に金の冠が描かれている。
解説: ザンクト・ヨースト集落には宗教改革まで多くの信者が訪れ、その後シュティンシュテットに移築された、聖ヨーストに捧げられた巡礼礼拝堂があった。

## 文化と見所

### 年中行事
- 射撃祭　6月の第3週末

## 関連文献
- Udo Theuerkauf (1997). Samtgemeinde Börde Lamstedt. ed. Kleine Heimatkunde der Börde Lamstedt. Lamstedt